# Mason Brayman

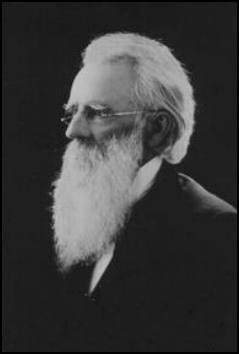
Mason Brayman

Mason Brayman (* 23. Mai 1813 in Buffalo, New York; † 27. Februar 1895 in Kansas City, Missouri) war ein US-amerikanischer Politiker und von 1876 bis 1878 Gouverneur im Idaho-Territorium. Während des Bürgerkriegs war er Generalmajor in der Armee der Union.

## Frühe Jahre
Mason Brayman wuchs auf einer Farm auf und interessierte sich schon früh für das Druckereigewerbe, in dem er auch einige Zeit arbeitete. Zwischen 1834 und 1835 gab er die Zeitung "Buffalo Bulletin" heraus. Nach einem Jurastudium wurde er 1836 als Rechtsanwalt zugelassen. Im gleichen Jahr zog er nach Monroe in Michigan. 1838 wurde er Anwalt dieser Gemeinde. Nach einem Umzug nach Springfield wurde er ab 1842 dort als Rechtsanwalt tätig. Dabei lernte er auch seinen Berufskollegen Abraham Lincoln kennen.

## Politischer Aufstieg
Mason Brayman war zunächst Mitglied der Demokraten, später wechselte er zur neu gegründeten Republikanischen Partei. Im Jahr 1843 war er Beauftragter der Regierung von Illinois. Seine Aufgabe war es, die Mormonen aus der Stadt Nauvoo zu vertreiben. Zwischen 1844 und 1845 gehörte er einem Ausschuss zur Überarbeitung der Gesetze von Illinois an. Seit 1851 arbeitete er als Rechtsanwalt für die Illinois Central Railroad.
Bei Ausbruch des Bürgerkriegs wurde Brayman Offizier der Armee der Unionsarmee. Bei Kriegsende bekleidete er den Rang eines Brevet-Generalmajors. Brayman hatte vor allem in Tennessee, Ohio und Mississippi Kommandostellen inne. In den letzten Monaten des Krieges war er Leiter der Besatzungstruppen in Natchez. Am 24. August 1865 schied Brayman aus dem Militärdienst aus. Zwischen 1872 und 1873 gab er die Zeitung "Illinois State Journal" heraus.

## Territorialgouverneur in Idaho
Am 24. Juli 1876 wurde Brayman von Präsident Ulysses S. Grant zum neuen Territorialgouverneur in Idaho ernannt. Dieses Amt übte er bis 1878 aus. Im Jahr 1877 traf sich der Gouverneur mit 14 Vertretern der Schoschonen zu Friedensgesprächen. Trotzdem kam es zu Kampfhandlungen. Bei den Bewohnern seines Territoriums war Brayman sehr unbeliebt. Sie waren mit seinem Führungsstil nicht einverstanden und schrieben mehrere Petitionen nach Washington, in denen sie um die Abberufung des Gouverneurs baten. Nach einer Untersuchung durch John Philo Hoyt wurde Brayman aber entlastet.
Nach dem Ende seiner Gouverneurszeit zog sich Brayman aus der Politik zurück. Er starb im Jahr 1895 in Kansas City.